# Francisco Cajías
Francisco Cajías (19 de mayo de 1951, Roma, Italia - 18 de febrero de 2009, La Paz, Bolivia) fue un escritor y cineasta boliviano, hijo del  historiador Huáscar Cajías.

## Biografía
Estudio Fotografía en Buenos Aires y literatura en la Universidad Mayor de San Andrés, en la misma universidad llegó a ser catedrático en la carrera de la literatura, y comunicación.
Fue catedrático y director de la Carrera de Literatura de la Universidad Mayor de San Andrés, desde 1971 hasta 2000. 
Ingresó en la Academia Boliviana de la Lengua el 19 de febrero de 1976. En 2004 recibió la medalla Pablo Neruda, de la República de Chile. En 2005 obtuvo el Premio Nacional de Cultura de su país.
Formó, junto con otros personajes de La Paz, el Colectivo de Comunicación Antara, por los años 80; fue gestor del crecimiento del Nuevo cine y video boliviano.
Se dedicó a la formación de jóvenes valores indígenas en el área de la producción de video junto a Iván Sanjinés. Tuvo tres hijos entre ellos dos mujeres y un varón. Fue maestro en la formación de comunicadores indígenas en tierras altas y tierras bajas, capacitó a decenas de ellos en el CEFREC.
Vivió en el barrio de Sopocachi de La Paz, ciudad en la que Falleció el 18 de febrero de 2009. 

## Obras

### Literatura
- Delfín Del Mundo y Otros Cuentos (2001)
- Prisión y muerte de Atahuallpa: una tragedia de equivocaciones

### Filmografía
- De paso (21 min.)

## Premios
- 2001 Premio nacional de literatura Franz Tamayo por el cuento "Delfín del Mundo".
- 1998 Premio en el concurso municipal Amalia Gallardo con su video de ficción "Da Paso".